# Regional Sport Complex Brestsky
El Regional Sport Complex Brestsky (en bielorruso: Абласны спартыўны комплекс «Брэсцкi») también conocido como OSK Brestsky, es un estadio multiusos ubicado en la ciudad de Brest, Bielorrusia. El estadio inaugurado en 1937 posee actualmente una capacidad para 10 060 asientos y es utilizado principalmente por el club de fútbol Dinamo Brest de la Liga Premier de Bielorrusia.
El estadio fue construido e inaugurado en 1937 como estadio Józef Piłsudski cuando la ciudad pertenecía a Polonia. En 1939, Brest fue anexado a la URSS, y el estadio fue transferido a la sociedad deportiva "Spartak". Durante la Segunda Guerra Mundial, el estadio se usó como un estacionamiento para vehículos blindados. Después de la guerra, el recinto volvió a sus funciones principales. En 1972, el estadio es renombrado "Dinamo" al igual que el club de fútbol.
En 1996, la reconstrucción del estadio comenzó gradualmente. En 1999, se puso en funcionamiento el nuevo campo de fútbol, 3 gradas y una nueva pista de atletismo. A fines de aquel año el estadio paso a propiedad comunal, y se adoptó su actual nombre Complejo Deportivo Regional Brest. En 2006, se construyó la Tribuna principal de dos niveles, lo que resultó en un aumento de la capacidad de 2300 a 10 060 asientos.
La Selección de fútbol de Bielorrusia disputó su primer juego en el estadio en octubre de 2009 en un partido válido para la Clasificatoria para la Copa Mundial de Fútbol de 2010 contra la Selección de Kazajistán que terminó con una victoria por 4-0 para Bielorrusia.
En 2016 albergó la final de la Copa de Bielorrusia.

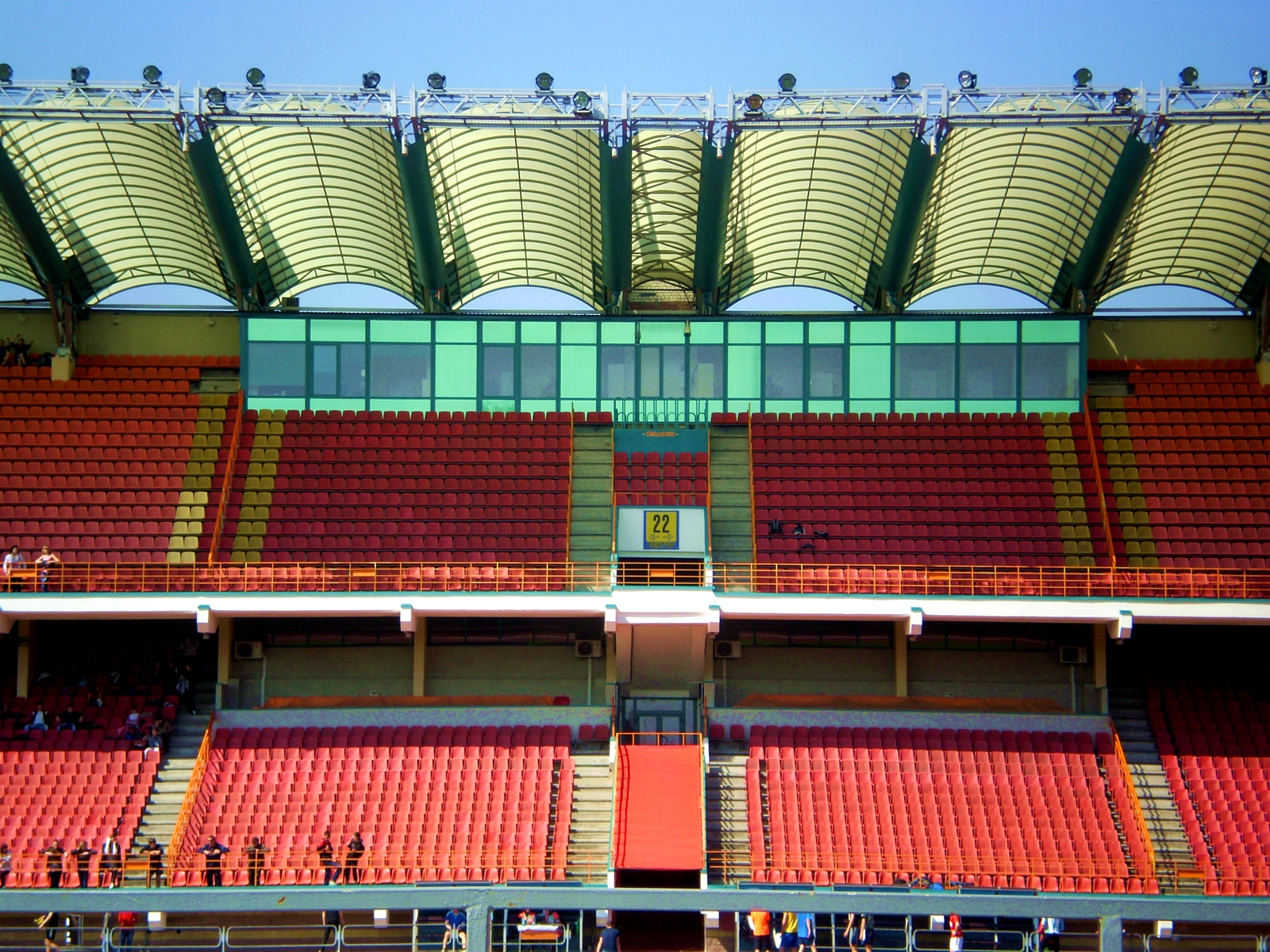
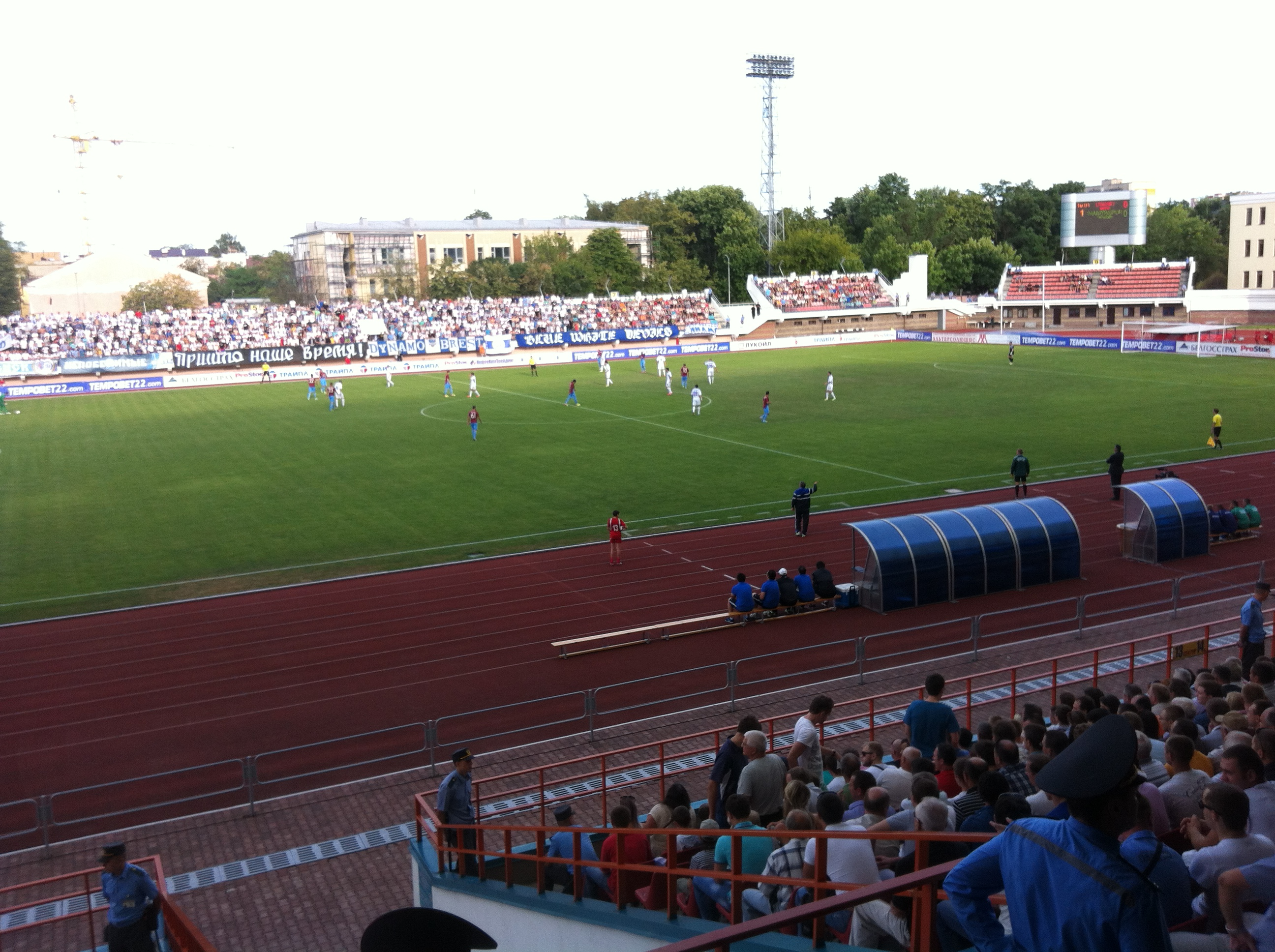